# FFI Green Pioneer
Der Offshoreversorger FFI Green Pioneer, in Presseberichten häufig falsch als Fortescue Green Pioneer bezeichnet, ist das erste Motorschiff, welches mit Ammoniak betrieben wird.

## Geschichte
Der zunächst unter dem Namen Polar Discoverer bei der Werft P.T. Batamec Shipyard in Singapur unter der Baunummer 7037 für die singapurische Gesellschaft Sailfish 1 PTE LTD gebaute Offshoreversorger wurde noch vor der Fertigstellung in Otto Explorer umbenannt. 2011 wurde das Schiff auf die Gesellschaft MMA Offshore Asia übertragen und erhielt den Namen Mermaid Leveque und 2015 wurde es in MMA Leveque umbenannt. Im März 2022 übernahm die singapurische Reederei PSV Leveque das Schiff und es erhielt den Namen FFI Green Pioneer.
Nach einem Umbau in den Jahren 2023/24, in denen zwei der vier Hauptmotoren auf Ammoniakbetrieb umgerüstet wurden, ist die FFI Green Pioneer das weltweit erste Motorschiff, das mit Ammoniak betrieben wird.